# Turóczy család

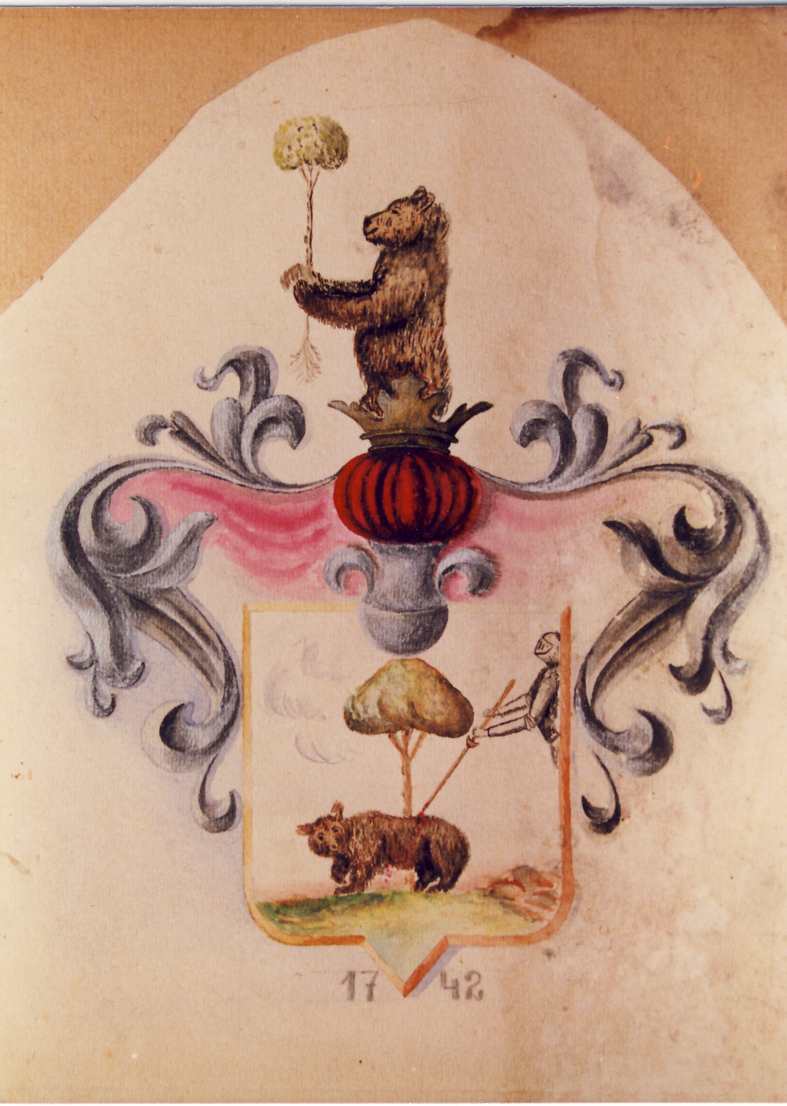
A Turóczy család címere 1742-ből

A Turóczy család (Turóczi de Kézdivásárhely), Erdély, ezen belül Háromszék egyik nemesi családja. Leghíresebb tagja Turóczy Mózes rézműves mester, aki 1849-ben Gábor Áron ágyúöntője volt.

## Eredete
A Turóczy család eredete a nagyjeszeni Jeszenszky családra vezethető vissza. Ennek legelső ismert őse Mágya, aki a 13. században élt Turóc vármegyében. Nemességét IV. Béla királytól kapta 1271-ben, a Szklabinya várához közel fekvő Jeszen nevű településsel együtt. Később Jeszen neve Nagyjeszenre változott. Innen a család előneve.
Hogy a családból ki volt az első, aki a jeszen szót mint vezetéknevet használta, azt pontosan nem tudjuk, de az biztos, hogy a -szky toldalékot szláv hatásra vették fel a környékbeli nemesi családokkal együtt már a 14. században.
A Jeszenszky család idővel megsokasodott, ezért több tagja elhagyta a Turóci-medencét, és az ország más táján telepedett le. Így tett nagyjeszeni Jeszenszky István is, aki a Turóczy család közvetlen őse.

## Áttelepülés Kézdivásárhelyre
Jeszenszky István 1647 körül települt át Háromszékbe, Kézdivásárhelyre, és aranyművesként kezdett dolgozni. (Feltehető, hogy mesterségét már Turócból hozta magával, hiszen a közeli Körmöcbányán termelt arany, valószínűleg fejlett aranyművességet alakított ki a környéken.)
A kézdivásárhelyiek Turócból jöttnek, "turóci"-nak kezdték nevezni a családot, így a Jeszenszky név lassan teljesen feledésbe merült.

## Híres Turóczyak
A Turóczy család az idők folyamán elterjedt egész Háromszékben, és sok jeles személyiséget adott a hazának.
Legismertebb tagja Turóczy Mózes (1813-1896), aki Gábor Áron ágyúöntője volt 1849-ben, és 64 ágyú elkészítésével segítette Bem apó erdélyi seregét.

## Képgaléria

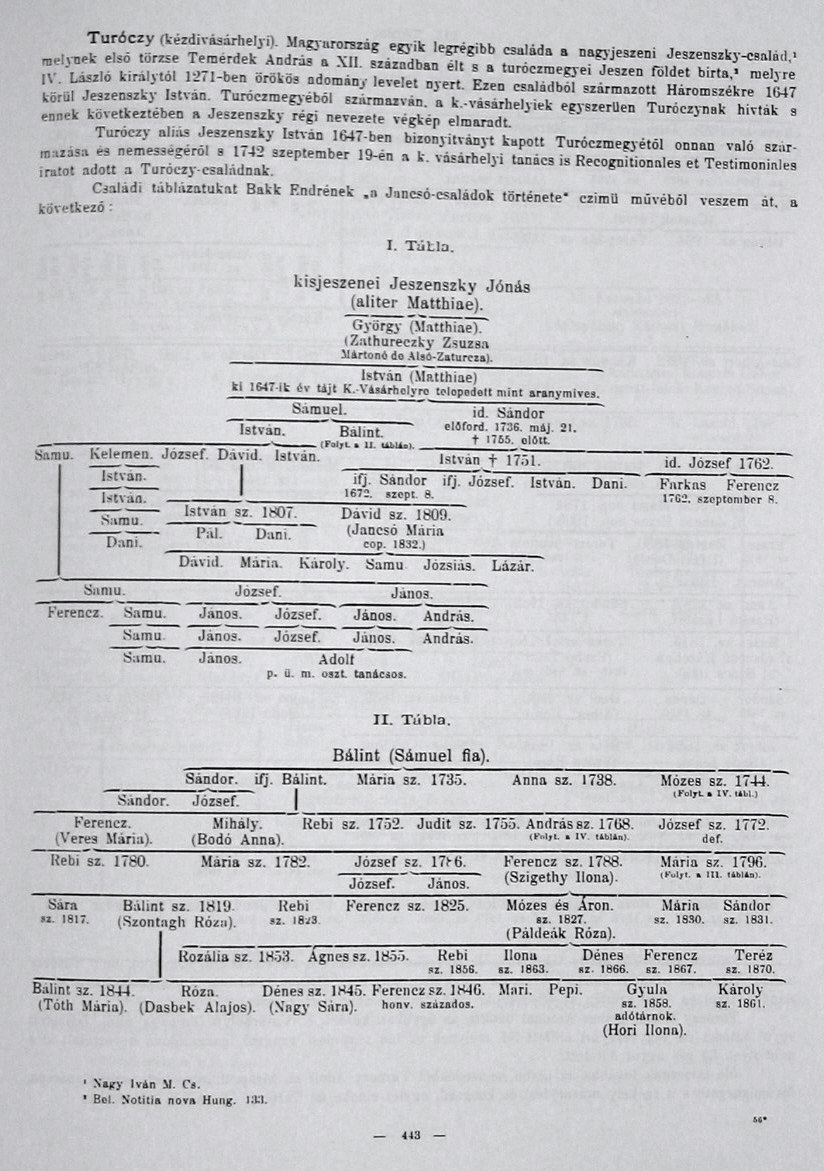
A Turóczy családfa
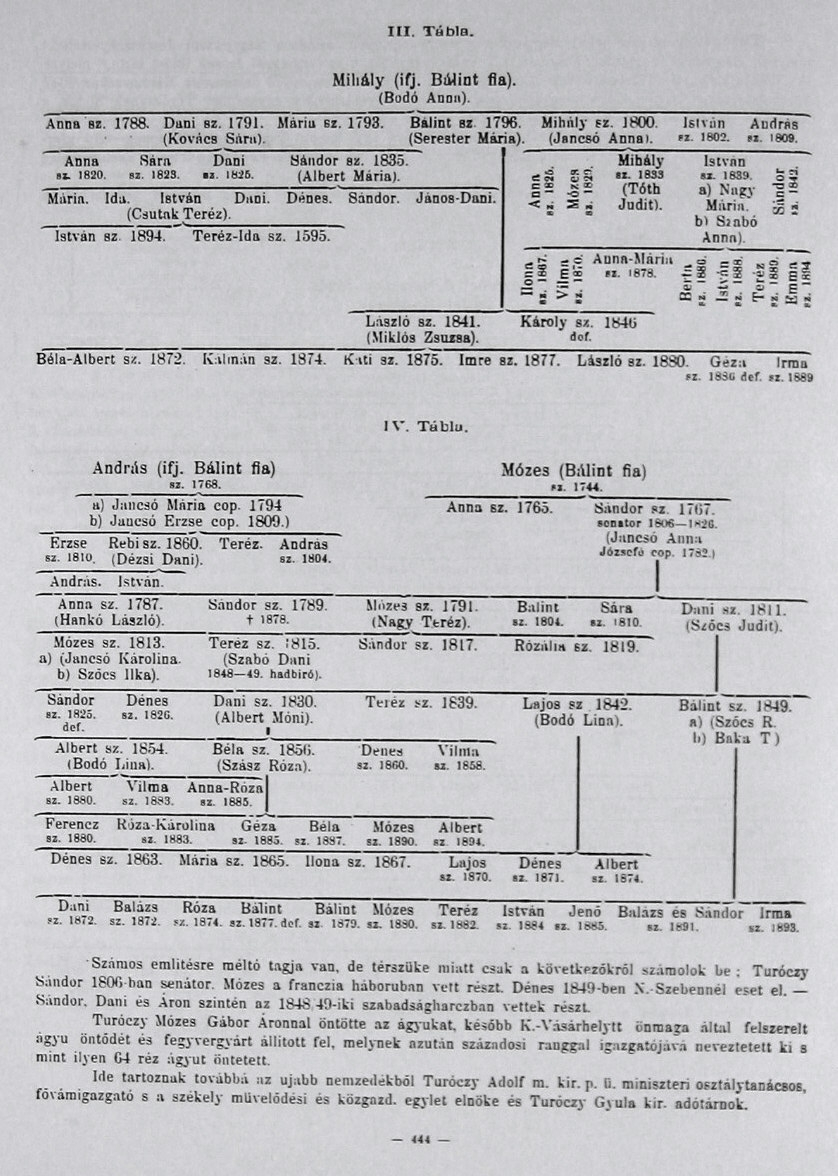
A családfa folytatása